# خريبة (حاصبيا)
الخريبة هي إحدى القرى اللبنانية من قرى قضاء حاصبيا في محافظة النبطية.
- المسافة من بيروت:115 كلم
- الارتفاع عن سطح البحر: 560 م